# Prijevoj Balmberg
Prijevoj Balmberg (nadmorska visina 1078 m) je visoki planinski prijevoj u Jurskom gorju u kantonu Solothurn u Švicarskoj.
Povezuje Welschenrohr i Günsberg. Cesta je jedna od najstrmijih prijevoja u Švicarskoj, s nagibima do 25%. Cesta se ne preporučuje vozačima početnicima, velikim, širokim i dugim vozilima, autobusima, kombijima i kamionima, kamp kućicama ili prikolicama. Međutim, idealan je za motocikle. Ponekad se može naići na nadolazeći promet na sredini ili na krivoj strani ceste, osobito u zavojima. Tijekom razdoblja snijega ili leda, cesta je zatvorena od vrha prijevoja do Welschenrohra na sjevernoj strani.